# Royaume de Géorgie
1010–1490
Entités précédentes :
- Royaume d'Abkhazie
- Royaume des Kartvels
- Duché de Tao-Klarjéthie
- Royaume d'Héréthie
- Royaume de Kakhétie
- Émirat de Tbilissi

Entités suivantes :
- Royaume d'Iméréthie
- Royaume de Karthli
- Royaume de Kakhétie

Le royaume de Géorgie est un royaume féodal localisé approximativement sur le territoire de la Géorgie actuelle et qui connut son apogée à la fin du XIIe et au début du XIIIe siècle.

## Un début difficile
La Géorgie avait jadis, dans l'Antiquité, été divisée en deux royaumes culturellement différents : l'Ibérie et la Colchide. Cette dernière entité était orientée vers la culture grecque. Plusieurs colonies de la péninsule balkanique furent fondées en Colchide au fil des siècles et bientôt, le royaume indépendant devint un fief donné par les rois du Pont à leurs fils aînés, avant de devenir une province romaine, à la suite de l'intervention militaire de Pompée le Grand dans le Caucase. L'Ibérie, correspondant à l'actuelle Géorgie orientale, était plutôt orientée vers la Perse, malgré ses multiples guerres contre elle. Toutefois, elle garda toujours son indépendance. L'Ibérie choisit au IVe siècle le christianisme comme religion d'État et atteignit une puissance remarquable dès le Ve siècle. Toutefois, le royaume fut, après une rapide décadence, annexé par la Perse sassanide en 580. Le désordre s'ensuivit durant quelques décennies et bientôt, les Arabes entreprirent la conquête de la Transcaucasie. Quelques princes courageux réussirent à vaincre les envahisseurs musulmans et fondèrent plusieurs principautés chrétiennes. En quelque temps, une famille, celle des Bagrations, se distingua parmi la noblesse chrétienne en prenant possession du sud-ouest du Caucase. Leurs domaines, avec l'aide des Byzantins, s'étendirent jusqu'en Ibérie et au IXe siècle, le titre de « roi des Géorgiens » fut pris pour la première fois par un prince de cette famille.
Au début du XIe siècle, le roi Bagrat III d'Abkhazie, également de la famille des Bagrations, réussit à unifier les domaines de sa famille. En 1010, il conquit le royaume voisin de Kakhétie et fonda ainsi le royaume de Géorgie. En quelques années, le roi Bagrat III conquit les territoires caucasiens qui l'entouraient. Toutefois, les problèmes ne faisaient que commencer pour la Géorgie. En effet, depuis que l'empereur Basile II avait envahi les domaines de David III d'Ibérie qui auraient dû revenir en héritage à Bagrat III, les relations avec Byzance étaient très tendues. Le roi Bagrat III conclut une alliance avec les Arabes, bien que chrétien, contre l'Empire byzantin, et les premiers combats commencèrent dès le règne suivant. Georges Ier, tentant de reprendre les terres perdues de sa famille, envahit, d'abord victorieusement, le nord-est de la Turquie (actuelle). Mais en 1021, les troupes géorgiennes furent vaincues à Shirimni par le basileus. Une trêve éphémère fut conclue, accordant le Tao à Byzance, mais bientôt, le conflit reprit. Le roi Bagrat IV dut affronter alors de multiples révoltes nobiliaires, toutes alimentées par Constantinople, avant qu'une seconde guerre éclate, guerre qui se termina en 1033 lorsqu'une alliance familiale fut conclue entre les deux pays.

## Expansion
La seconde moitié du XIe siècle fut marquée par l'invasion des Turcs seldjoukides, qui avaient fondé un vaste empire nomade à la fin des années 1040 englobant la plus grande partie de l'Asie centrale et de la Perse. En 1071, l'armée seldjoukide détruisit les forces alliées de l'Empire byzantin, de l'Arménie et de la Géorgie lors de la bataille de Manzikert. En 1081, ils occupaient l'ensemble de l'Arménie, de l'Anatolie, de la Mésopotamie, de la Syrie et la plus grande partie de la Géorgie. Seules les régions montagnardes de l'Abkhazie, de la Svanétie, de la Ratcha et de la Khevsourétie restèrent hors de leur contrôle et virent affluer de nombreux réfugiés.
Le jeune roi David IV de Géorgie, héritier du trône en 1089 à l’âge de 16 ans après l’abdication de son père, organisa la lutte contre l’occupant seldjoukide. Il créa une armée régulière et un système de milices pour assurer la résistance à la colonisation de son pays. La première croisade, de 1096 à 1099, et l’offensive des Croisés contre les Seldjoukides en Anatolie et en Syrie, favorisa sa victoire en Géorgie. À la fin de l’année 1099, David avait cessé de payer son tribut à l’occupant et repris la plus grande partie de la Géorgie à l’exception de Tbilissi et de l'Hérétie. En 1103, il réorganisa l’Église orthodoxe géorgienne et renforça ses liens avec l’État en nommant archevêque l’un de ses chanceliers. De 1103 à 1105, son armée reprit l'Hérétie et conduisit plusieurs raids victorieux sur le Chirvan. De 1110 à 1118, il prit le Lorri, Sashvilde, Roustavi et plusieurs forteresses du Bas-Karthli, transformant petit à petit Tbilissi en enclave seldjoukide.
En 1118–1119, devant de vastes terres inoccupées après le retrait des nomades turcs et la nécessité de disposer de soldats qualifiés, David appela 40 000 guerriers coumans de Ciscaucasie à s’installer en Géorgie avec leurs familles. En 1120, le souverain des Alains reconnut David comme son suzerain et envoya plusieurs milliers de ses hommes en Karthli ; il pourrait s’agir des ancêtres des Ossètes actuels. L’armée royale géorgienne engagea également des mercenaires allemands, italiens et scandinaves, tous désignés sous le nom de « Francs », ainsi que des Russes de Kiev.
En 1121, le sultan seldjoukide Mahmud déclara la guerre à la Géorgie et y lança son armée, sous le commandement du général Ilghazi. Bien qu’en infériorité numérique, les Géorgiens parvinrent à battre les Turcs à la bataille de Didgori et à reprendre Tbilissi en 1122, qui devint la capitale géorgienne. Deux ans plus tard, les Turcs perdirent également le Chirvan. Sa population chrétienne fut purement et simplement annexée à la Géorgie, et la région habitée par des musulmans devint un État vassal. La même année, David annexa également une grande part de l’Arménie. Il mourut en 1125 à la tête d’une grande puissance régionale.
Ses successeurs, Démétrius Ier, David V et Georges III, poursuivirent sa politique expansionniste en soumettant la plupart des clans montagnards et des tribus de Ciscaucasie et en consolidant la présence géorgienne au Chirvan. Le règne le plus glorieux de cette époque fut cependant celui de son arrière-petite-fille, la reine Tamar la Grande.

## Âge d'or

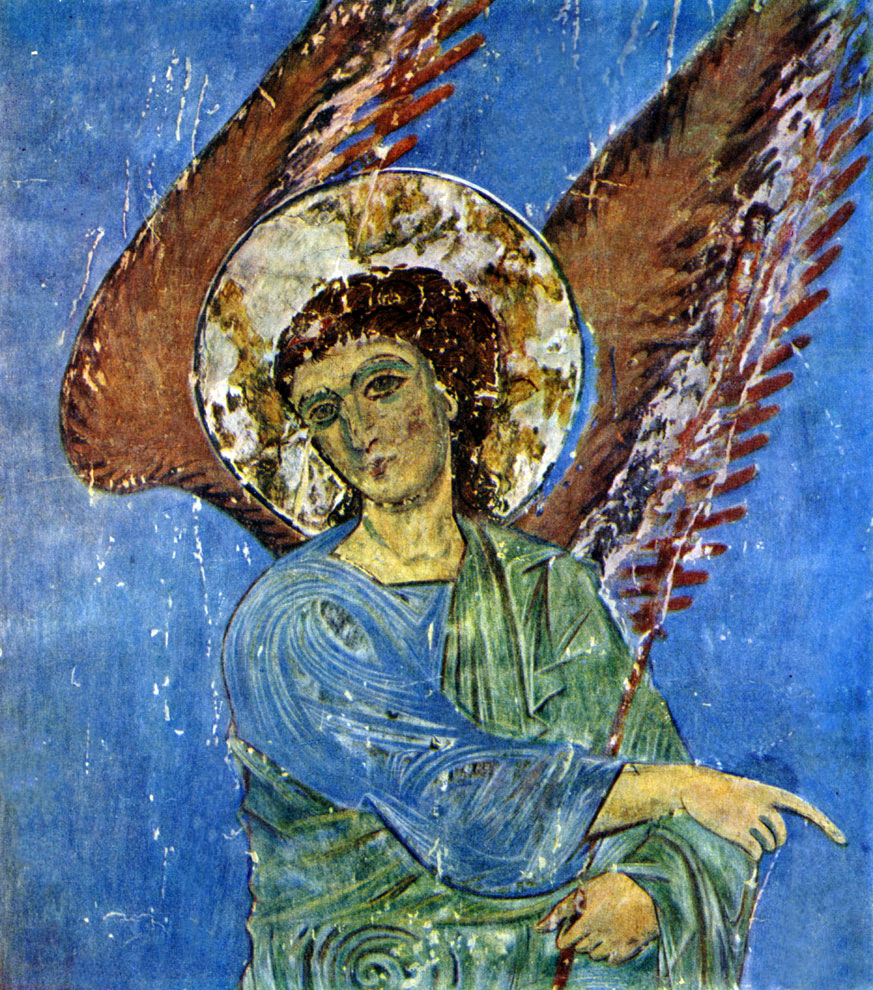
Fresque vestige de la présence byzantine en Géorgie

Le règne de Tamar la Grande  fut l’apogée de la puissance géorgienne. De 1194 à 1204, ses armées repoussèrent plusieurs tentatives d’invasion turques par le sud-est et le sud et lancèrent plusieurs campagnes victorieuses contre l’Arménie du Sud, alors sous contrôle turc, et en firent un protectorat géorgien tout en laissant les émirs et sultans turcs en poste.
La chute temporaire de l’Empire byzantin en 1204 fit de la Géorgie l’État chrétien le plus puissant de la Méditerranée orientale. La même année, Tamar envoya ses troupes sur le Lazistan. En 1205, le territoire occupé devint l’empire de Trébizonde, dépendant de la Géorgie, et son cousin, le prince Alexis Comnène, fut couronné empereur. En 1210, les armées géorgienne envahirent le nord de la Perse (l’actuel Azerbaïdjan iranien) et Tamar y instaura un protectorat, achevant la plus grande expansion territoriale de l’histoire de son royaume.
Cette période s’accompagna d’une intense activité culturelle, en particulier dans le domaine de l’architecture, de la littérature, de la philosophie et des sciences, ce qui permet de la considérer comme l’âge d’or de la Géorgie.
Les années 1220 virent l’irruption des Mongols dans le Caucase du Sud et en Asie mineure. Malgré une résistance farouche, les forces géorgiennes, arméniennes et leurs alliés finirent par capituler. En 1243, la reine Rousoudan signa un traité de paix avec les Mongols, selon les termes duquel la Géorgie perdit ses vassaux ainsi que d’autres territoires et s’engagea à verser un tribut à l’envahisseur, qui occupa et dirigea de facto plus de la moitié du pays. Tbilissi, également occupée par les Mongols, conserva le statut de capitale mais la reine refusa d’y retourner et resta à Kutaisi jusqu’à sa mort en 1245. Dans les zones restées inoccupées, le pouvoir central perdit peu à peu le contrôle des féodaux Jakéli du Samtshke, qui tissèrent leurs propres relations avec les Mongols et qui firent pratiquement sécession en 1266.

## Décadence et division
La première insurrection contre les Mongols éclata en 1259 sous l’impulsion du roi David Narin, puis se poursuivit avec ses successeurs, Démétrius II (1270–1289) et David VIII (1293–1311). Georges le Brillant (1314–1346) vint finalement à bout de l’occupation, cessa de verser son tribut, restaura les frontières d’avant 1220 et rétablit son influence sur l’empire de Trébizonde.
De 1386 à 1403, le royaume de Géorgie fit face à huit invasions turco-mongoles qui, à l’exception de l’Abkhazie et de la Svanétie, décimèrent sa population et dévastèrent son économie et ses centres urbains.
Toutefois, d'autres problèmes apparurent au courant du XVe siècle. Non seulement l'économie était à son point mort, mais en plus, pas une seule décennie ne passait sans que de nouveaux envahisseurs n'arrivent aux frontières de la Géorgie. À ce moment-là, plusieurs princes souhaitèrent retrouver une Géorgie puissante et chrétienne et firent tout ce qui était en leur pouvoir. Mais cela n'étant pas suffisant, ils choisirent la sécession. En 1490, le roi Constantin II comprit qu'il était trop tard pour sauver son pays. Alors, il décida de convoquer un grand conseil national, regroupant toute la noblesse de Géorgie. Ce conseil confirma la division du royaume de Géorgie.